# Thomas Menamparampil
Thomas Menamparampil SDB (* 22. října 1936, Palai) je indický římskokatolický kněz a od roku 1995 arcibiskup v Guwahati. Narodil se ve městě Palai v indickém spolkovém státě Kérala. V roce 1981 se stal biskupem v ásámském Dibrugarh, jímž zůstal až do roku 1992, kdy byl ustanoven biskupem nově zřízené diecéze Guwahati (rovněž ve spolkovém státě Ásám). Ta byla v roce 1995 povýšena na arcidiecézi a Menamparampil se stal jejím prvním arcibiskupem.
V roce 2011 byl pro své zásluhy při urovnávání etnických konfliktů v severovýchodní Indii navržen na Nobelovu cenu míru.